# Pacific Cup 1977 (rugby league)
El Pacific Cup 1977 fue la segunda edición del torneo de rugby league para las selecciones más fuertes de Oceanía.
El torneo se disputó en las ciudades de Huntly, Rotorua, Tokoroa y Auckland de Nueva Zelanda.

## Equipos participantes
- Maorí
- Papúa Nueva Guinea
- Northern Territory
- Victoria
- Western Australia

## Posiciones
| Pos. | Equipo             | Encuentros | Encuentros | Encuentros | Encuentros | Tantos  | Tantos    | Tantos     | Puntos |
| Pos. | Equipo             | jugados    | ganados    | empatados  | perdidos   | a favor | en contra | diferencia | Puntos |
| ---- | ------------------ | ---------- | ---------- | ---------- | ---------- | ------- | --------- | ---------- | ------ |
| 1    | Maorí              | 4          | 4          | 0          | 0          | 158     | 31        | + 127      | 8      |
| 2    | Western Australia  | 4          | 2          | 0          | 2          | 70      | 77        | - 7        | 4      |
| 3    | Papúa Nueva Guinea | 4          | 2          | 0          | 2          | 103     | 84        | +19        | 4      |
| 4    | Northern Territory | 4          | 1          | 0          | 3          | 73      | 104       | - 31       | 2      |
| 5    | Victoria           | 4          | 1          | 0          | 3          | 55      | 163       | - 108      | 2      |

Nota: se otorgan 2 puntos al equipo que gane un partido, 1 al que empate y 0 al que pierda

#### Final
| 24 de septiembre | Maorí | 35 - 11 | Western Australia | Carlaw Park, Auckland |  |